# Ливан на летних Олимпийских играх 1964
Ливан принимал участие в Летних Олимпийских играх 1964 года в Токио (Япония) в четвёртый раз за свою историю, но не завоевал ни одной медали. Сборная страны состояла из 5 спортсменов (все — мужчины), которые приняли участие в соревнованиях по фехтованию и стрельбе